# 八木橋敏慧
八木橋 敏慧（やぎはし としえ、9月30日 - ）は、日本の女性声優、俳優。北海道出身。血液型はO型。

## 人物
- 劇団ドラマティック・カンパニーの劇団員として、数々の舞台に出演していた。
- 俳優や声優としての活動の他、島根県観光キャラクター“しまねっこ”のお姉さんとして活動中。
- 2023年2月に開催されたGONZO新作アニメ「SAMURAI cryptos」公開声優オーディションにてグランプリを獲得。[1]

## 出演

### 吹き替え
- ハワード・ザ・ダック/暗黒魔王の陰謀（ロネット）
- ブリーズ 〜光と影〜シーズン1（ナターシャ）
- マスター〜見えない敵〜（リビー、アメリアの母）
- 超人たちのパラリンピック 足で射る男! 〜アーチェリー　マット・スタッツマン〜（マット選手のお母さん）

#### アニメ
- ショップキンズ：シェフ・クラブ挿入歌Cho

### ゲーム
- WINDOWS版「新装合本版 ラスグレイブ探偵譚」（アルフレッド・ニューマン）
- PS4/PS5/Nintendo Switch「アーキタイプ・アーカディア」
- Steam/DLsite「新宿葬命」（仙波すみれ）

### Webコンテンツ
- みずほ銀行「動画でわかるiDeCo」（女性会社員、主婦役）
- 国土交通省「水防団の神様〜山からの知らせ〜」（ちえり、山桜の精霊）
- 千葉大学子どものこころの発達教育センター　勇者の旅導入アニメーション「勇者の旅ってなあに?」（かえちゃん）
- YouTube吉本興業チャンネル「三菱家電よしもと笑品販売部」（婦、女性）
- カーデックス株式会社 15th記念PV」ミュージカル編
- ライブ配信アプリ「EVERY.LIVE」ラジオ配信機能「VOICE+(ボイスプラス)」音声配信
- SAMURAI cryptos「侍人型戦闘兵器CRYPTOS」1～4話 朗読

#### デジタルコミック
- ボイスコミック「JKからやり直すシルバープラン」

### ナレーション
- 株式会社LYZON（ライゾン）「MOVIcareerサービス紹介」
- 三菱コードレススティッククリーナー「ZUBAQ」店頭用紹介動画
- ナビホームラジオCM「イメージCM女性編、耐震・制震　2022編、あかちゃんとの約束編」

### テレビ
- TBS「有吉AKB共和国」”AKB弾丸〜日帰り温泉〜ミュージカルツアー”
- TBS「有吉AKB共和国」”AKB弾丸〜夏バテ解消〜ミュージカルツアー”
- フジテレビ「あなたの知るかもしれない世界」　再現VTR

### 舞台
- 「トシドンの放課後」（平野）
- 「千里だって走っちゃう」（高校生、店員）
- 「夏芙蓉」（蓮見先生、黒河サエ）
- 「交番へ行こう」（少女）
- 「空を飛ぶ虫」（モニカ）
- 「エストイ・アキ」（アイ）
- 「ロスト・チルドレン」（エディス）
- 「硝子の星空」（ミチル）
- 「千夜一夜物語」（語り部）
- 「カナリア超特急」（シンディー）
- 「アングラロンリーガール」（ラプンツェル）
- 「見えない人たち」（佐藤、奈摘）
- 「パンドランド」（ルピー）
- 「普通の女2」（小倉、マチルダ）
- 「普通の女5」（鶴子、患者、陽子）
- 「普通の女3」（小暮、小倉、鎌田）
- 「ダンデ」（リオ）
- 「普通の女スペシャル 霊感少女と旅行代理店のOL」
- 「マザーズ・イン・ヘヴン」
- チューリップ企画×シックスペース 合同企画公演「ユメプラン〜二度寝〜」
- ドラマティック・カンパニー研修生アトリエ公演「11ぴきのネコ」（にゃん吾）
- ドラマティック・カンパニー第11期研修生アトリエ公演「八月のシャハラザード」
- ドラマティック・カンパニー第12回研修生アトリエ公演「ママゾンビ」
- ドラマティック・カンパニー アトリエ3月公演「怪談にせ皿屋敷」
- ドラマティック・カンパニー アトリエ3月公演「十二人の怒れる男」
- ドラマティック・カンパニー「青い影」
- ドラマティック・カンパニー「Amore Me Too!!」〜ご存じ!!水戸の黄門様、天下分け目の大騒ぎ!?〜
- ドラマティック・カンパニー「パパのちオヤジ ときどきダディ」
- ドラマティック・カンパニー「COUPLE(カップル)」
- ドラマティック・カンパニー VS GEKITONG「小麦色のつゆ 〜Can't live without Udon〜」
- ドラマティック・カンパニーオリジナル作品「ぷーねこぷーにゃん」
- ドラマティック・カンパニー「アトリエ親子劇場Vol.19」
- ドラマティック・カンパニー「アトリエ親子劇場Vol.20」
- ドラマティック・カンパニー「アトリエ親子劇場Vol.21」
- ドラマティック・カンパニー「夏のアトリエ親子劇場vol.23」
- ドラマティック・カンパニー「夏のアトリエ親子劇場vol.24」「スーパーヒーローかきの木マン〜絵本のお姫様を取り返せの巻〜」
- ドラマティック・カンパニー25周年企画公演「湯花と鯉口」
- ドラマティック・カンパニー 25周年企画公演第2弾
- ドラマティック・カンパニー30周年記念公演 最終公演「天晴」
- アトリエ親子劇場vol.17　朗読劇「ぷーねこぷーにゃん3」（ぷーにゃん）
- アトリエ親子劇場Vol.18　ファミリーミュージカル「スーパーヒーローかきの木マン　おばけのグーリー楽しいな の巻」
- 劇団鳥獣戯画 第96回公演フォークソングドラマ「春でもないのに」
- 大和おやこ劇場 第298回例会　劇団鳥獣戯画♪フォークソングドラマ「春でもないのに」
- 広田.[展]＋鈴舟 コラボ企画公演「人生ゲームの遊び方」「リボン、ちゃんと結びなさい」

#### ミュージカル
- 「ドン・ジュアン」（コロス、ミミ）
- 「セレブ気取り」（おトラ）
- 「Shall we Judge?!」（コロス、まり、権藤）
- 「ミュージカル　普通の女」
- 「ドラマティックで普通の女 ミュージカル♪」

### イベント
- 「にほんばし島根館フェア」
- 「2019動物感謝デー in JAPAN“World Veterinary Day”」
- こだわり市場そごう大宮店「島根県産品販売」
- 「第10回世界キャラクターさみっとin羽生」
- 東急百貨店東横店「島根物産展」
- 「古代歴史文化賞」記念シンポジウム
- 「伊勢丹新宿店島根フェア」
- 久世福商店・東急プラザ銀座店「サンクゼール×島根県『伝えたい、島根の酒蔵』フェア」
- KITTE「TokyoTokyo全国物産展 JAPAN SELECT 2022」
- ナショナル田園「島根県出雲フェア」
- 東京ドーム「ふるさと祭り東京2023」
- 伊勢丹浦和店「美味しまねファーマーズマーケット」
- AnimeJapan　GONZO社ブースお渡し会
- AnimeJapan 2023　GONZOブース「Anime Japan朗読音声お渡し会」
- ナショナル田園「島根フェア」
- 日比谷ゴジラスクエア「かごしまねアンテナショップ誕生祭2023」
- 国立劇場「日本振袖始－八岐大蛇と素戔嗚尊－　出雲国簸の川　川上の場」
- 「大和田マルシェ」日比谷しまね館キッチンカー

### ライブ
- 日本芸術専門学校大森校劇場「Entertainment Show MAGICAL!」
- 「Hana＊Yagi ファンタジックLIVE!」
- 「中尾隆聖　古希カウントダウン　オンラインライブ」　コーラス
- 池袋LIVE INN ROSA - ボーカル・コーラス・ダンス出演
  - TAB 4th LIVE!
  - TAB 5th LIVE EVENT! ※朗読としても出演
  - TAB 6th LIVE!